# 勒韦尔
勒韦尔（法語：Le Vert，法語發音：[lə vɛʁ]）是法国德塞夫勒省的一个市镇，属于尼奥尔区。

## 地理
勒韦尔（46°5'35"N, 0°23'43"W）面积11.81 平方千米，位于法国新阿基坦大区德塞夫勒省，该省份为法国西部内陆省份，北起曼恩-卢瓦尔省，西接旺代省，南至夏朗德省和滨海夏朗德省，东临维埃纳省。
与勒韦尔接壤的市镇（或旧市镇、城区）包括：布托讷河畔当皮埃尔、布托讷河畔圣塞沃兰、希泽、维利耶昂布瓦、普莱讷达尔让松。

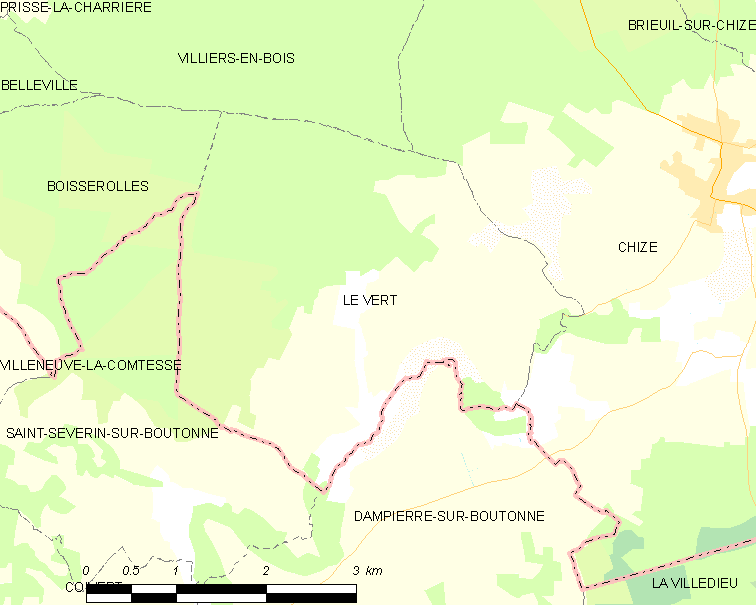
勒韦尔的OSM定位图

勒韦尔的时区为UTC+01:00、UTC+02:00（夏令时）。

## 行政
勒韦尔的邮政编码为79170，INSEE市镇编码为79346。

## 政治
勒韦尔所属的省级选区为米尼翁-布托讷县。

## 人口

1962-2008年间勒韦尔人口变化图示

勒韦尔于2022年1月1日时的人口数量为118人。